# Льдинка (остров, Красноярский край)
Льди́нка — остров архипелага Северная Земля. Административно относится к Таймырскому Долгано-Ненецкому району Красноярского края.
Расположен у северо-восточного побережья острова Комсомолец на входе в небольшой залив между ледниками Молотова и Морским.
Имеет почти ровную округлую форму диаметром около 600 метров. Существенных возвышенностей на острове нет. Окружён со всех сторон песчаной отмелью, соединяющей его с островом Комсомолец.

## Топографические карты
- Лист карты U-47-XXV,XXVI,XXVII м. Локоть (Северная Земля). Масштаб: 1 : 200 000. Состояние местности на 1956 год.